# Oldenlandia boscii
Oldenlandia boscii là một loài thực vật có hoa trong họ Thiến thảo. Loài này được (DC.) Chapm. mô tả khoa học đầu tiên năm 1860.